# Mûr-de-Bretagne

Mûr-de-Bretagne este o comună în departamentul  Côtes-d'Armor, Franța. În 1 ianuarie 2018 avea o populație de 2.031 de locuitori.